# NGC 3930
NGC 3930 est une galaxie spirale barrée (elliptique ?) relativement rapprochée et située dans la constellation de la Grande Ourse. NGC 3930 a été découverte par l'astronome germano-britannique William Herschel en 1787.

## Caractéristiques
La classe de luminosité de NGC 3930 est III et elle présente une large raie HI.

### Distance
Sa vitesse par rapport au fond diffus cosmologique est de 1 177 ± 18 km/s, ce qui correspond à une distance de Hubble de 17,36 ± 1,24 Mpc (∼56,6 millions d'al).
À ce jour, huit mesures non basées sur le décalage vers le rouge (redshift) donnent une distance de 12,969 ± 3,482 Mpc (∼42,3 millions d'al), ce qui est à l'intérieur des valeurs de la distance de Hubble. Puisque cette galaxie est relativement rapprochée du Groupe local, il est probable que cette valeur soit plus près de la distance réelle de NGC 3930. Notons que c'est avec la valeur moyenne des mesures indépendantes, lorsqu'elles existent, que la base de données NASA/IPAC calcule le diamètre d'une galaxie.

### Brillance de surface
En raison d'une brillance de surface égale à 14,50 mag/am2, on peut qualifier NGC 3930 de galaxie à faible brillance de surface (LSB en anglais pour low surface brightness). Les galaxies LSB sont des galaxies diffuses (D) avec une brillance de surface inférieure de moins d'une magnitude à celle du ciel nocturne ambiant.

## Paire de galaxies
Selon Abraham Mahtessian, NGC 3930 et NGC 3941 forment une paire de galaxies.